# Ocnogyna rosacea
Ocnogyna rosacea là một loài bướm đêm thuộc phân họ Arctiinae, họ Erebidae.